# Bele Barkarby IF
Bele Barkarby IF är en svensk idrottsklubb från Järfälla kommun som bildades 2001 genom sammanslagning av IK Bele från kommundelen Skälby och Barkarby SK. Föreningen har en omfattande verksamhet inom fotboll och innebandy men utövar även gymnastik och ishockey. Föreningen är indelad i uderföreningar för respektive idrott.

## Bildande
Den 7 november 2001 sammanslogs IK Bele och Barkarby SK till den nya föreningen Bele Barkarby IF. Mest känd av de bägge föreningarna var IK Bele, bland annat med spel i Elitserien i bordtennis på meritlistan och som moderklubb till fotbollsspelare så som Johan Mjällby. Se vidare under respektive förening.

## Fotboll
Fotbollsektionen är en så kallad specialidrottsförening vid namn Bele Barkarby FF. Verksamheten bedrivs främst på Strömvallen och Veddestavallen och under vinterhalvåret till viss del på Järfällavallen. Herrarnas seniorlag har tränats av Hammarbys legendariske libero Sten-Ove "Putte" Ramberg. Han tog över A-laget inför 2008 och förde laget från division 5 till division 3 på tre säsonger. Bele Barkarbys Herrar hade aldrig spelat i Sveriges förbundsserie förut.
Laget spelade under namnet Bele Barkarby IF fram till 2007 men är därefter kända som Bele Barkarby FF. Herrlaget spelade fem säsonger i division III (2011-2015) men spelade senast (2022) i division IV. Damlaget har spelat flera säsonger i division I, senast 2019 och kommer spela där igen 2023 efter att ha vunnit division II Mellersta Svealand 2022.
Utöver seniorverksamheten har BBFF en omfattande ungdomsverksamhet med över 30 flick- och pojklag.

## Gymnastik
Föreningens gymnastikverksamhet bedrivs i Skälbyskolan i Skälby.

## Innebandy
Bele Barkarbys innebandysektion heter Bele Barkarby IF IBF. I herrlaget har bl.a. tidigare landslagsmannen Stefan Wahlman spelat. Föreningen har idag (2022) a-lag, veteranlag och juniorlag för såväl dam och herr, samt 18 flick- och pojklag. Herrlaget spelar säsongen 2022 i Allsvenskan, tillsammans med storheter som Sirius och Djurgården medan damerna spelar i division I. Föreningens hemmadress är svart tröja och svart byxa. Sektionen sammanslogs 2023 med Järfälla IBK till Järfälla Bele IBF.

## Ishockey
Ishockeysektionen, vanligen Bele Hockey, härrör från gamla IK Bele som utövat ishockey sedan 1944. Sektionen delar Järfälla ishall med Järfälla HC. Laget har hört till topplagen i division 4 Stockholm. Under mars 2007 kvalade laget till division 3 utan att lyckas avancera. Laget erbjöds senare en gratisplats till division 3 som bästa tvåa men tackade nej. De vann division 4 norra år 2007-2008 och tog en direktplats till division 3 säsongen 2008-2009, men tackade även då nej till platsen. Föreningen har sedan dess spelat i Division 4 och Division 5.

## Bordtennis
Bordtennissektionen (Bele Barkarby BTF), med meriter från Elitserien för damer (och herrar som IK Bele på 1990-talet) sammanslogs 7 juni 2011 med Riddarens BTK i Järfälla BTK.